# Relaciones Chile-Yibuti
Las relaciones Chile-Yibuti son las relaciones internacionales entre la República de Chile y la República de Yibuti.

## Historia

### SigloXXI
Las relaciones diplomáticas entre Chile y Yibuti fueron establecidas el 22 de enero de 2011 pero estas fueron suspendidas con posterioridad.

## Relaciones comerciales
En 2022, el intercambio comercial entre ambos países ascendió a los 200 mil dólares estadounidenses, lo que supuso un 17% de crecimiento promedio anual en los últimos cinco años, aunque constan únicamente de exportaciones de Yibuti a Chile de válvulas de motores y otras partes para sistemas de dirección de automóviles.

## Misiones diplomáticas
- Chile no cuenta con representaciones diplomáticas ni consulares en Yibuti.[4]
- Yibuti no cuenta con representaciones diplomáticas ni consulares en Santiago de Chile.[4]